# Celia (pel·lícula)
Celia (també coneguda com Celia: Child of Terror) és una pel·lícula de terror dramàtica australiana del 1989. i dirigida per Ann Turner, i protagonitzada per Rebecca Smart, Nicholas Eadie, Victoria Longley i Mary-Anne Fahey. Ambientada l'any 1957, la pel·lícula se centra en una jove imaginativa que va créixer als afores de Melbourne durant la Por roja, la seva visió fantàstica del món que l'envolta dona resultats ombrívols.
Estrenada a Austràlia el 1989 i als Estats Units el 1990, Celia va rebre elogis de la crítica per les seves interpretacions, especialment la de Smart.

## Trama
El 1957 Box Hill, Austràlia, la imaginativa Celia Carmichael, de vuit anys, està devastada per la mort de la seva àvia. Després del funeral, la Celia imagina una monstruosa mà blava d'un Hobyah que arriba a la finestra del seu dormitori. En sentir el crit de la Cèlia, la seva mare Pat entra per consolar-la. Pat porta Celia al pati del darrere on es revela que el xisclet és un pòssum.
L'endemà, la Celia coneix els seus nous veïns del costat, Alice i Evan Tanner, i els seus fills, Meryl, Karl i Steve. El dia de l'aniversari de la Celia, està decebuda per rebre una bicicleta en lloc d'un conill de mascota; el seu pare, Ray, assegura que els seus conills són insectes. Més tard, a la missa, el sacerdot fa un sermó ridiculitzant el Consell de Pau d'Austràlia, afirmant que és un front comunista. Mentrestant, Celia troba consol en les visions de la seva àvia, sobretot quan la seva cosina Stephanie l'assetja a l'escola. Mentre la Celia juga amb els Tanners en una pedrera de roca un dia, Stephanie i els seus germans roben una màscara japonesa de fusta que pertany a l'àvia de Celia i persegueixen la Celia.
El pare de Celia, Ray, s'enfada quan descobreix que els Tanners són membres del Partit Comunista d'Austràlia, la qual cosa provoca tensió entre les famílies. Ell prohibeix a la Cèlia visitar la casa dels Tanner i, per apaivagar-la, li compra un conill com a mascota, que anomena Murgatroyd. Quan la Cèlia es troba tornant a parlar amb els fills Tanner, el seu pare la castiga durant una setmana i informa al seu germà Burke, el sergent local i el pare de Stephanie, de les creences comunistes dels Tanner. La Celia té un malson inquietant en què la seva àvia es grata a la finestra, seguida d'una Hobyah espantosa.
Una nit, la Celia i els nens Tanner es colen a la pedrera de roca, on fan efígies de Burke, així com de Stephanie i Ray. En un ritual al voltant d'un foc, els nens apunyalen les efígies amb agulles abans de llançar-ne dues a la finestra de l'habitació de l'Stephanie. La Cèlia posa l'efígie del seu pare en un armari, i quan ho descobreix, la colpeja amb un cinturó. Després que l'Evan perd la feina a causa de la revelació de Ray sobre les seves creences comunistes, Celia i els nens Tanner tornen a la pedrera i cremen l'efígie de Ray, desitjant-li la mort. Són emboscats per Stephanie i els seus amics, que els tanquen en una barraca abans de ferir Murgatroyd amb un atiador.
La Celia i els nens Tanner prenen represàlies llançant bosses de farina sobre Stephanie i els seus germans durant la missa de l'església. Més tard, els Tanners es traslladen a Sydney perquè l'Evan pugui trobar una nova feina. Burke arriba més tard a la casa de Carmichael per confiscar Murgatroyd, ja que el govern victorià ha considerat que els conills són una espècie invasora i els prohibeix tenir com a mascotes. Després de diversos intents infructuosos, Burke finalment aconsegueix enxampar Murgatroyd, que és portat al zoològic local. La Celia comença a al·lucinar, imaginant-se al seu oncle Burke com una criatura malvada Hobyah. A l'escola, Celia desfigura una fotografia del diari del primer ministre victorià Henry Bolte, convertint-lo en un Hobyah.
Després d'una sèrie de peticions, el govern finalment accepta permetre que les persones tinguin conills de companyia amb permís. La Celia i moltes altres famílies visiten el zoològic per recuperar els seus conills, però la Celia i la Heather troben els seus conills morts. Més tard, la Celia i la Heather queden a càrrec de Burke mentre els pares de la Celia van a jugar a tennis. Celia torna a al·lucinar, imaginant-se a Burke com un Hobyah, i el mata a trets amb l'escopeta del seu pare. En pànic, les noies desorganitzen la casa i llencen algunes de les joies de Pat a un rierol, fent que l'escena aparegui com un robatori-assassinat. Les noies encadenen el gos de la mascota de Burke a un arbre i es queden a la pedrera fins que els pares de la Celia tornen a casa i troben el cos de Burke.
La mare de la Celia sospita quan troben el gos de Burke, a més de notar un hematoma al pit de la Celia amb forma de l'extrem d'una escopeta. Ella decideix amagar-los de la policia i del pare de Celia. Més tard, Celia i Heather juguen a la pedrera amb Stephanie i la seva colla d'amics, fent una simulació d'execució per l'assassinat de Burke. Celia actua com a jutge, condemnant a la Heather a mort per forca. Heather és penjada i sembla sense vida per un moment, però després cau a terra, revelant que només és una broma.

## Repartiment
- Rebecca Smart com a Celia Carmichael
- Nicholas Eadie com a Ray Carmichael
- Victoria Longley com Alice Tanner
- Mary-Anne Fahey com a Pat Carmichael
- Margaret Ricketts com a àvia
- Alexander Hutchinson com a Steve Tanner
- Adrian Mitchell com a Karl Tanner
- Callie Gray com Meryl Tanner
- Martin Sharman com a Evan Tanner
- Clair Coutie com a Heather Goldman
- Alex Menglet com el Sr. Goldman
- Amelia Frid com Stephanie Burke
- William Zappa com el sergent John Burke
- Feon Keane com a Soapy Burke
- Louise Le Nay com a Debbie Burke

## Producció
Ann Turner es va graduar a Swinburne i havia treballat a Film Victoria i a la Australian Film Commission com a consultora. Es va inspirar per escriure la pel·lícula enr un article del diari sobre la collida de conills del govern de Bolte als anys 1950.
El guió es va escriure l'any 1984 quan va guanyar l'AWGIE al millor guió no produït.

## Estrena
Celia es va estrenar al Festival Internacional de Cinema Femení de Créteil de 1989 a França, on va guanyar el premi Grand Prix a la millor pel·lícula. Es va estrenar a Melbourne el 3 de març de 1989 com a part del festival de cinema "Women In Focus" organitzat per la Australian Film Commission. Als Estats Units, es va estrenar a Nova York el 19 de març de 1990, presentat per la Film Society of Lincoln Center i el Departament de Cinema de la sèrie New Directors/New Films del Museum of Modern Art.

### Taquilla
Celia va recaptar 23.336 $ i 32.255 ¥ a les taquilles d'Austràlia i Japó.

## Recepció crítica
Jonathan Rosenbaum del Chicago Reader va elogiar l'actuació d'Smart i la passió de Turner pel projecte, alhora que va afirmar que la narració de la pel·lícula "no és tan racionalitzada com es podria desitjar". Janet Maslin del The New York Times va oferir elogis similars a l'actuació d'Smart, així com a la lenta construcció de tensió de Turner. Maslin, però, va criticar l'últim terç per "anar massa lluny".
Tom Hutchinson de The Mail va classificar favorablement la pel·lícula al costat d'altres pel·lícules coming-on-age com ara Les Quatre Cents Coups de François Truffaut (1959) i L'ídol caigut de Carol Reed (1948). En una retrospectiva, el periodista i crític de cinema Kim Newman va elogiar la pel·lícula com "una de les grans pel·lícules sobre els terrors, meravelles i estranyesa de la infància", i un clàssic del cinema australià encara menystingut."
Brett Gallman de Oh the Horror va donar una crítica positiva a la pel·lícula, i va escriure: "Certament, una experiència única, Celia és aquella rara pel·lícula que captura l'ansietat infantil i destaca els seus horrors molt literals accentuant subtilment el seu caràcter més figuratiu." Chris Neilson de DVD Talk va donar a la pel·lícula 4 de 5 estrelles, lloant l'actuació de la pel·lícula, i la va qualificar de "un precursor de baix pressupost d' El laberinto del fauno de Guillermo del Toro que captura el canvi de la fantasia infantil a la crua realitat adulta".

### Mitjans domèstics
Celia es va publicar a VHS als Estats Units per Trylon Video el desembre de 1989 com a Celia: Child of Terror. Més tard va ser publicada en DVD per Second Run el 30 de març de 2009, i posteriorment publicada en DVD per Scorpion Releasing el 26 de febrer de 2013. Al desembre de 2021, la pel·lícula es va estrenar en Blu-ray per Severin Films com a part de la caixa "All the Haunts Be Ours", un compendi de pel·lícules internacionals de terror folklòric.